# Creeps
Creeps ist ein Jugendtheaterstück aus dem Jahr 2000, das von Lutz Hübner geschrieben wurde. Die Uraufführung fand im April 2000 im Hamburger Schauspielhaus statt. Im Stück kritisiert der Autor die Medien und ihre Art, die Leute zu beeinflussen und bloßzustellen. Creeps erhielt 2002 den Theaterzwang-Preis.

## Handlung
Die drei Protagonistinnen Petra Kowalski, Maren Terbuyken und Lilly Marie Teetz, die davon ausgegangen sind, als Moderatorin der Fernsehshow „Creeps“ ausgewählt worden zu sein, werden in ein Fernsehstudio nach Hamburg eingeladen. In der Show geht es um die Interessen der Jugendlichen wie Mode, Lifestyle und Musik. Beim ersten Zusammentreffen stellt sich heraus, dass die Stelle der Moderatorin noch zu vergeben ist und daher ein Casting veranstaltet werden soll.
So wird ein Konkurrenzkampf zwischen den drei Mädchen initiiert. Regisseur Arno, der aus dem Off das Casting leitet, versucht die Konkurrentinnen zu provozieren. Nach diversen Auseinandersetzungen solidarisieren sich die Mädchen und fangen an, sich gegen die Machenschaften des Senders zu wehren.
Schließlich begreifen sie, dass der Sender das Casting nur inszeniert hat, um mithilfe falscher Tatsachen den Mädchen wahre Emotionen zu entlocken, indem außer dem Casting auch ihre Diskussionen während der Pausen aufgenommen wurden, um das Ganze als Material für den Trailer der Sendung zu benutzen. Die Moderatorin Kathleen stand schon von Anfang an fest.

## Personen

### Petra
Die 17-jährige Petra Kowalski kommt aus Chemnitz, sächselt, ist modisch gekleidet und  auf die Stelle als Moderatorin nicht angewiesen, weil sie ein stabiles soziales Umfeld in ihrer Heimat hat. Daher geht sie mit Arnos Aufgaben  gelassen um. Trotzdem ist es ihr Ziel, Moderatorin in der Sendung Creeps zu werden, weil sie noch nicht viel von der Welt gesehen hat und auch mal etwas Neues  erleben möchte. Sie versucht nicht ihre Konkurrentinnen zu behindern und steht ihren Mitmenschen aufgeschlossen gegenüber. Sie ist lebensfroh, kann aber bei der kleinsten Anspielung auf ihre Herkunft in Ostdeutschland, mit welcher sie sehr verbunden ist, ihre Laune schlagartig ändern.

### Maren
Maren Terbuyken, 17 Jahre alt, interessiert sich für Umweltschutz. Sie findet es wichtig, Menschen  nicht nur nach ihrem Äußeren zu beurteilen, sondern ihre inneren Werte herauszufinden. Während eines Interviews mit Lilly kommen ihre wirklichen Motive für die Bewerbung der Show zum Vorschein. Sie will die Stelle haben, damit ihre Mutter stolz auf sie sein kann, da sie ihr bisher nur Probleme bereitet hat.
Sie setzt sich selbst unter Druck, wird schnell nervös, und bei den Versuchen, sich in den Vordergrund zu bringen, blamiert sie sich des Öfteren.

### Lilly
Die 17-jährige Lilly Marie Teetz aus Hamburg ist die verwöhnte Tochter eines Artdirectors.
Sie ist  wortgewandt, intelligent, selbstbewusst und gibt sich siegessicher. Die beiden anderen sieht sie als Konkurrentinnen. Von Anfang an stellt sie klar, dass sie keine Freundschaft mit ihnen will. Sie nutzt jede Gelegenheit, um die Konkurrentinnen zu verunsichern. Beworben hat sie sich, um ihrem Vater ihre Unabhängigkeit zu beweisen.

### Offvoice/OV
Hinter der fröhlichen "Guten Morgen Wecker" Stimme steckt die "Off-Voice" Arno. Er arbeitet in der Regie und erklärt den drei Bewerberinnen, was sie zu tun haben, um das Casting als "Creeps"-Moderatorin für sich zu entscheiden. Er spricht den aktuellen Jugendslang, liebt Anglizismen und die Umgangssprache. Dies sind alles Mittel, um den Jugendlichen vorzugaukeln, er gehöre zu ihnen und wisse, wie sie denken und empfinden. Er versucht die Kandidatinnen so gut es geht zu motivieren, auch zu provozieren, um gutes Material für Kathleens "Creeps"-Trailer zu sammeln.

## Rezensionen
"Das Stück lebt vom Ressentiment der kleinen Leute gegen "die da Oben", die sich so benehmen, wie wir es schon immer wussten: sie raffen, lügen und betrügen – natürlich stets auf Kosten des kleinen Mannes, der am Ende die Rechnung bezahlen muss."  (Esther Slevogt: Der diskrete Charme des Populismus)
"Lutz Hübner trifft mit seinem Stück CREEPS das Lebensgefühl der MTV-Generation, beschreibt auf pfiffige und humorvolle Weise deren Wünsche und Sehnsüchte. Er kritisiert aber auch die Macht und den Einfluss der Medien und die daraus resultierende Orientierungslosigkeit in unserer medial geprägten Welt." (Steffen Popp: CREEPS)

### Textausgaben
- Lutz Hübner: Creeps: Ein Jugendtheaterstück. Ernst Klett Schulbuchverlag, Stuttgart und Leipzig 2005, ISBN 978-3-12-262680-8

### Sekundärliteratur
- Franziska Schumm: Creeps, Jugendtheaterstück nach Lutz Hübner, GRIN Verlag, Norderstedt 2006, ISBN 978-3-640-71631-9